# C. Aubrey Smith

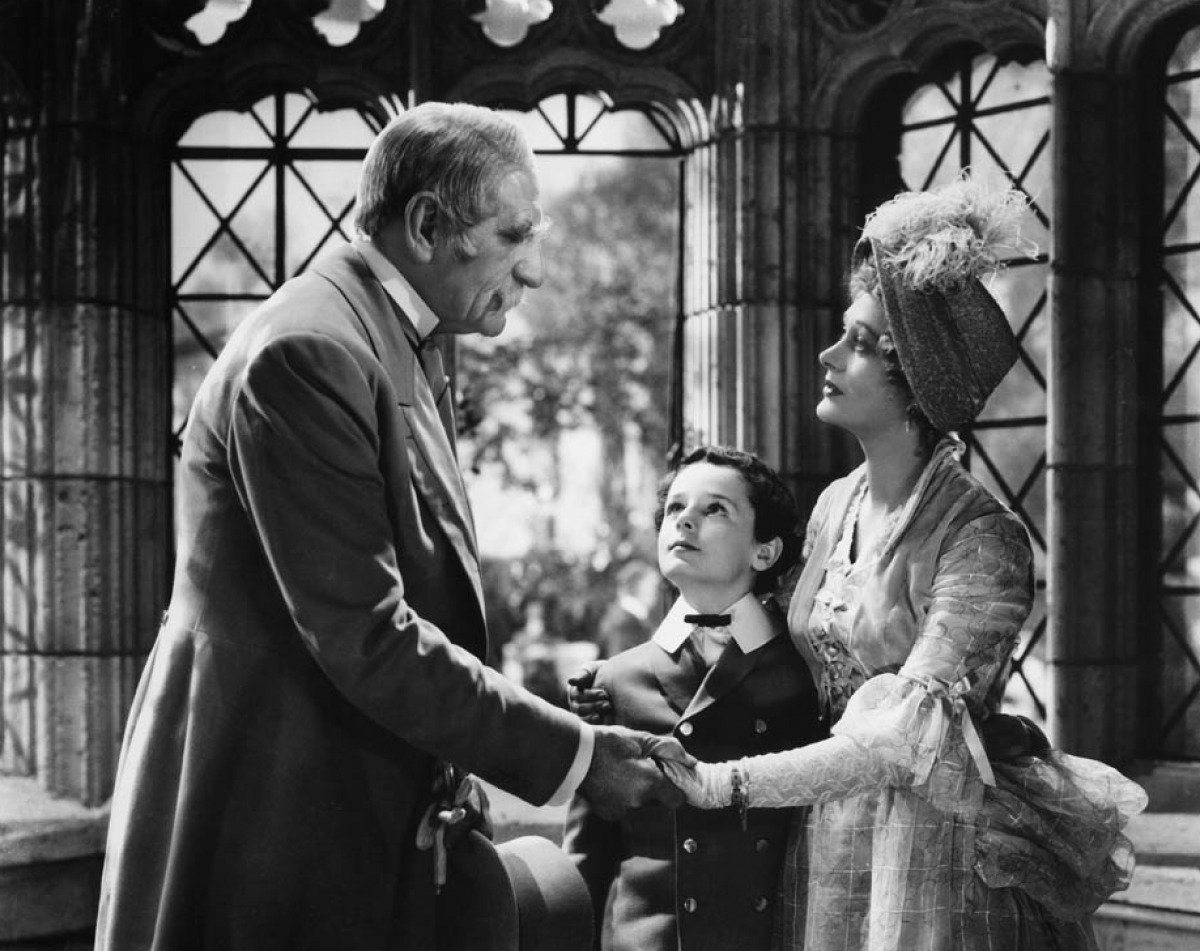
Met Freddie Bartholomew en Dolores Costello in Little Lord Fauntleroy (1936)

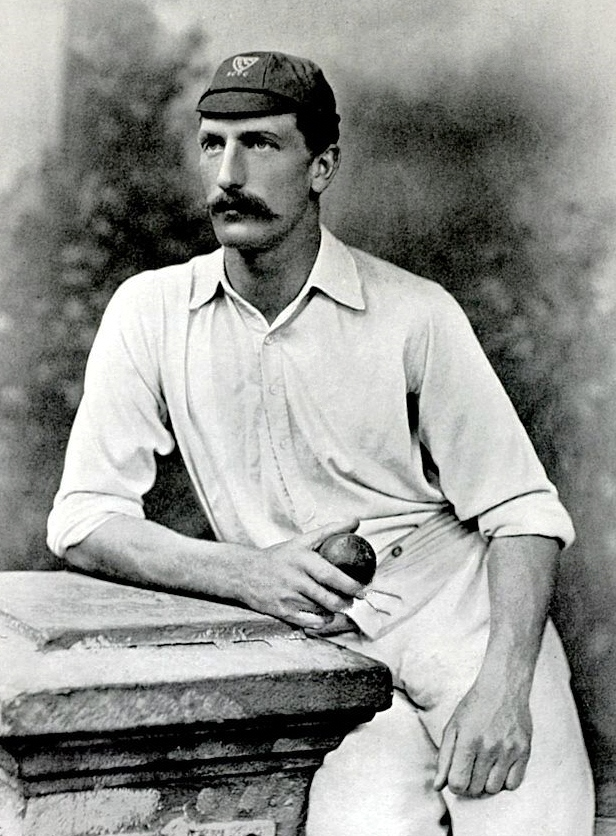
Als cricketer (ca. 1895)

Charles Aubrey Smith (Londen, 21 juli 1863 – Beverly Hills, 20 december 1948) was een Engels-Amerikaans acteur.

## Leven
Hij werd geridderd in 1944 en speelde ook professioneel cricket. In de jaren 1880 werd er gezegd dat hij zou sterven aan een longontsteking. Hij overleefde het en werd acteur. Uiteindelijk stierf hij wel aan de gevolgen van een longontsteking in 1948. 

## Filmografie (selectie)
- 1949: Little Women
- 1947: Unconquered
- 1945: And Then There Were None
- 1944: The White Cliffs of Dover
- 1941: Dr. Jekyll and Mr. Hyde
- 1940: Waterloo Bridge
- 1940: Rebecca
- 1939: Another Thin Man
- 1939: Eternally Yours
- 1939: The Four Feathers
- 1937: Thoroughbreds Don't Cry
- 1937: The Hurricane
- 1937: The Prisoner of Zenda
- 1937: Wee Willie Winkie
- 1936: The Garden of Allah
- 1936: Little Lord Fauntleroy
- 1935: The Crusades
- 1935: China Seas
- 1935: The Lives of a Bengal Lancer
- 1934: Cleopatra
- 1934: The Scarlet Empress
- 1933: Queen Christina
- 1933: Bombshell
- 1933: Morning Glory
- 1933: Secrets
- 1932: Trouble in Paradise
- 1932: Love Me Tonight
- 1932: Tarzan the Ape Man

- Biblioteca Nacional de España: XX1546490
- Bibliothèque nationale de France: cb14040872m (data)
- Gemeinsame Normdatei: 141674571
- International Standard Name Identifier: 0000 0000 8383 609X
- Library of Congress Control Number: n82117196
- Nationale Bibliotheek van Israël: 987010679489005171
- Istituto Centrale per il Catalogo Unico: MODV334227
- SNAC: w63794f2
- Système universitaire de documentation: 140311025
- Trove: 1011655
- Virtual International Authority File: 54347949
- WorldCat: E39PBJt8gkwp3BCr7dg9bY8pyd